# Tituskirche (Basel)

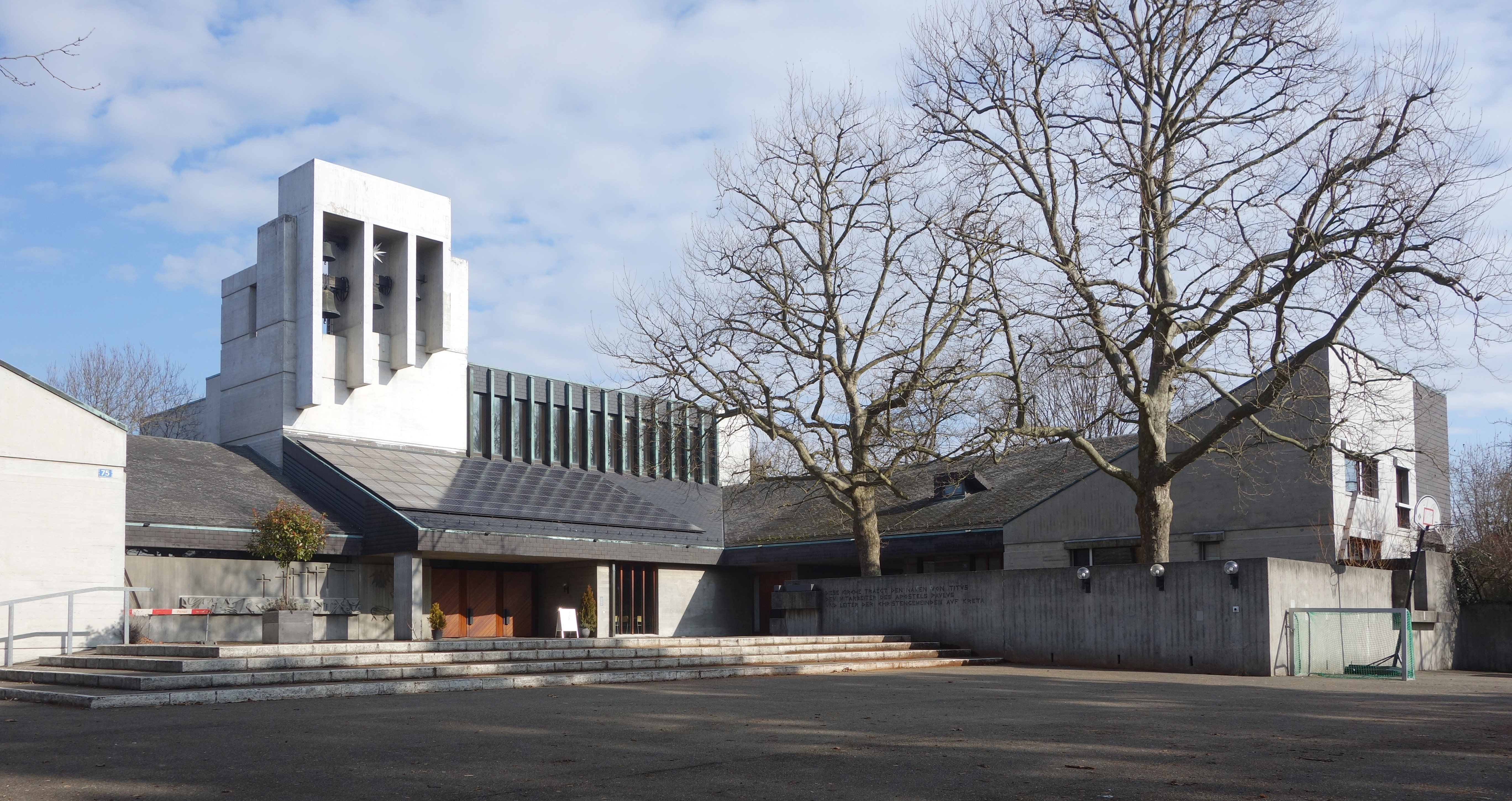
Die evangelisch-reformierte Tituskirche der Kirchgemeinde Gundeldingen-Bruderholz

Die Tituskirche ist eine evangelisch-reformierte Kirche in der Stadt Basel. Das nach dem biblischen Titus benannte Gebäude befindet sich beim Wasserturm Bruderholz und gehört zur Kirchgemeinde Gundeldingen-Bruderholz.

## Geschichte
Die Tituskirche wurde von 1962 bis 1964 erbaut; die Pläne stammen vom Basler Architekten Benedikt Huber. Der Gottesdienstraum bietet etwa 400 Sitzplätze, weitere 140 Plätze stehen auf der Empore zur Verfügung.

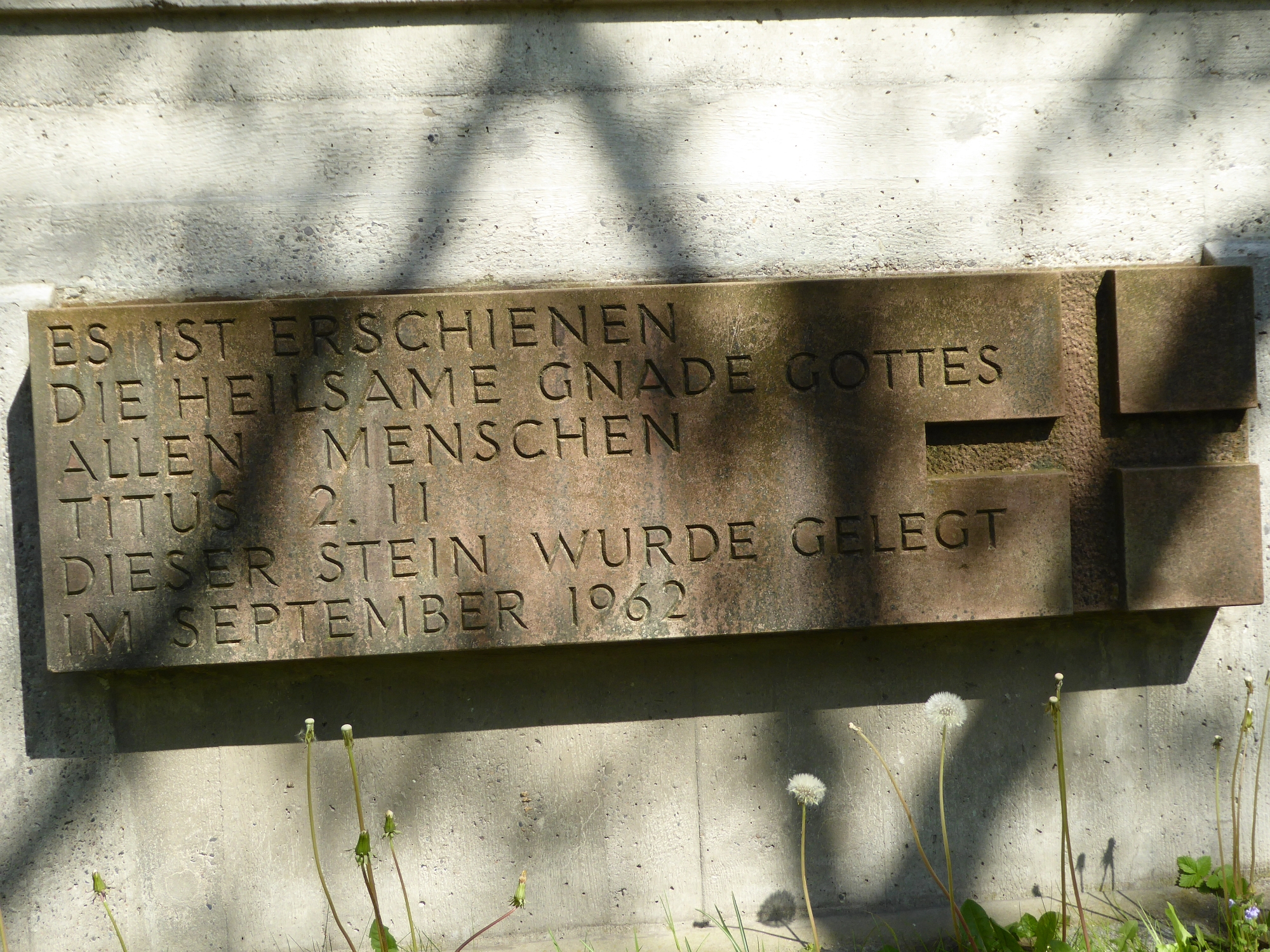
Grundsteinlegung, September 1962

## Ausstattung

### Orgel
Die Orgel wurde 1964 von der Orgelbau Genf AG erbaut, und zuletzt durch die Orgelbaufirma Klahre (Basel) umfassend überholt. Das Instrument hat 28 Register auf zwei Manualen und Pedal. Die Trakturen sind mechanisch.
| I Hauptwerk C–  |     |
| Gedeckt         | 16′ |
| Prinzipal       | 8′  |
| Hohlflöte       | 8′  |
| Spitzgambe      | 8′  |
| Oktave          | 4′  |
| Spitzflöte      | 4′  |
| Superoktave     | 2′  |
| Mixtur IV       |     |
| Trompete (B, D) | 8′  |
| Cornett V       | 8′  |

| II Positiv C– |        |
| Gedeckt       | 8′     |
| Principal     | 4′     |
| Rohrflöte     | 4′     |
| Nachthorn     | 2′     |
| Quinte        | 2 ⁄3′  |
| Terz          | 1 3⁄5′ |
| Quinte        | 1 ⁄3′  |
| Scharff III   |        |
| Krummhorn     | 8′     |

| Pedal C–  |     |
| Principal | 16′ |
| Subbass   | 16′ |
| Principal | 8′  |
| Oktave    | 4′  |
| Gedeckt   | 8′  |
| Gedeckt   | 4′  |
| Mixtur IV |     |
| Posaune   | 16′ |
| Trompete  | 8′  |

- Koppeln: II/I, I/P, II/P

### Glocken
Im massiven Glockenträger, der auf dem Dach aufsitzt und deshalb auch Dachreiter genannt wird aber eher wie ein Kirchturm wirkt, hängen vier Glocken, die nach den Vier Evangelisten benannt sind. Sie wurden im Februar 1964 bei H. Rüetschi in Aarau gegossen und im Mai 1964 aufgezogen.
| Glocke | Name           | Gewicht | Schlagton | Inschrift                                                                                 |
| ------ | -------------- | ------- | --------- | ----------------------------------------------------------------------------------------- |
| 1      | Johannesglocke | 1107 kg | e′        | In der Welt habt ihr Angst; aber seid getrost, ich habe die Welt überwunden. (Joh. 16,33) |
| 2      | Lukasglocke    | 642 kg  | g′        | Freuet euch aber, dass eure Namen im Himmel geschrieben sind. (Lk. 10,20)                 |
| 3      | Markusglocke   | 0476 kg | a′        | Ich bin gekommen zu rufen die Sünder zur Busse und nicht die Gerechten. (Mk. 2,17)        |
| 4      | Matthäusglocke | 0338 kg | h′        | Darum gehet hin und lehret alle Völker. (Mt. 28,19)                                       |

### Photovoltaik
Auf dem Dach wurde nachträglich, in den Jahren 1990, 2003 und 2008, eine 122 Quadratmeter grosse Solaranlage erstellt, die jährlich 15'000 kWh elektrischen Strom produziert.

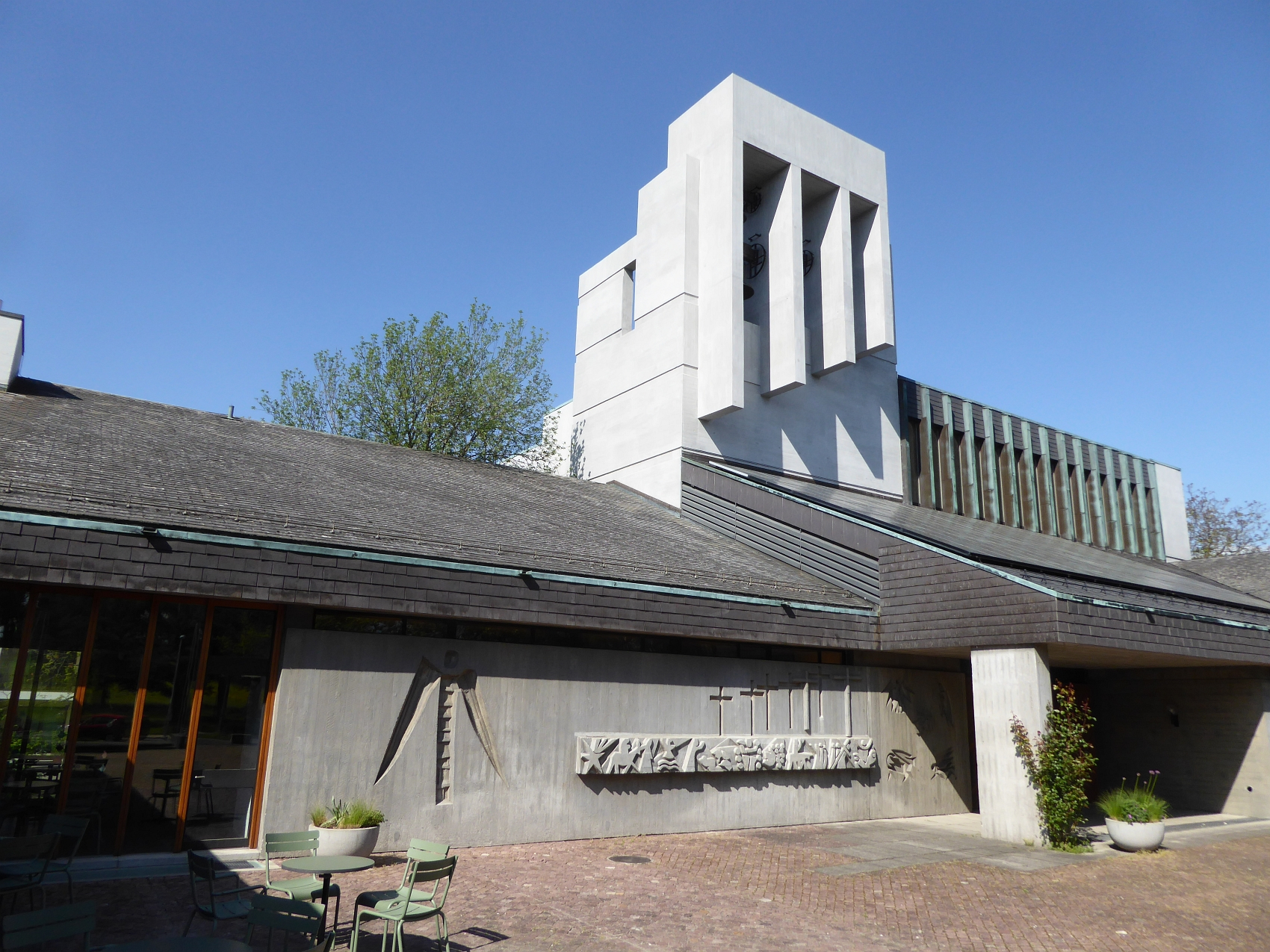
Tituskirche auf dem Bruderholz, Basel
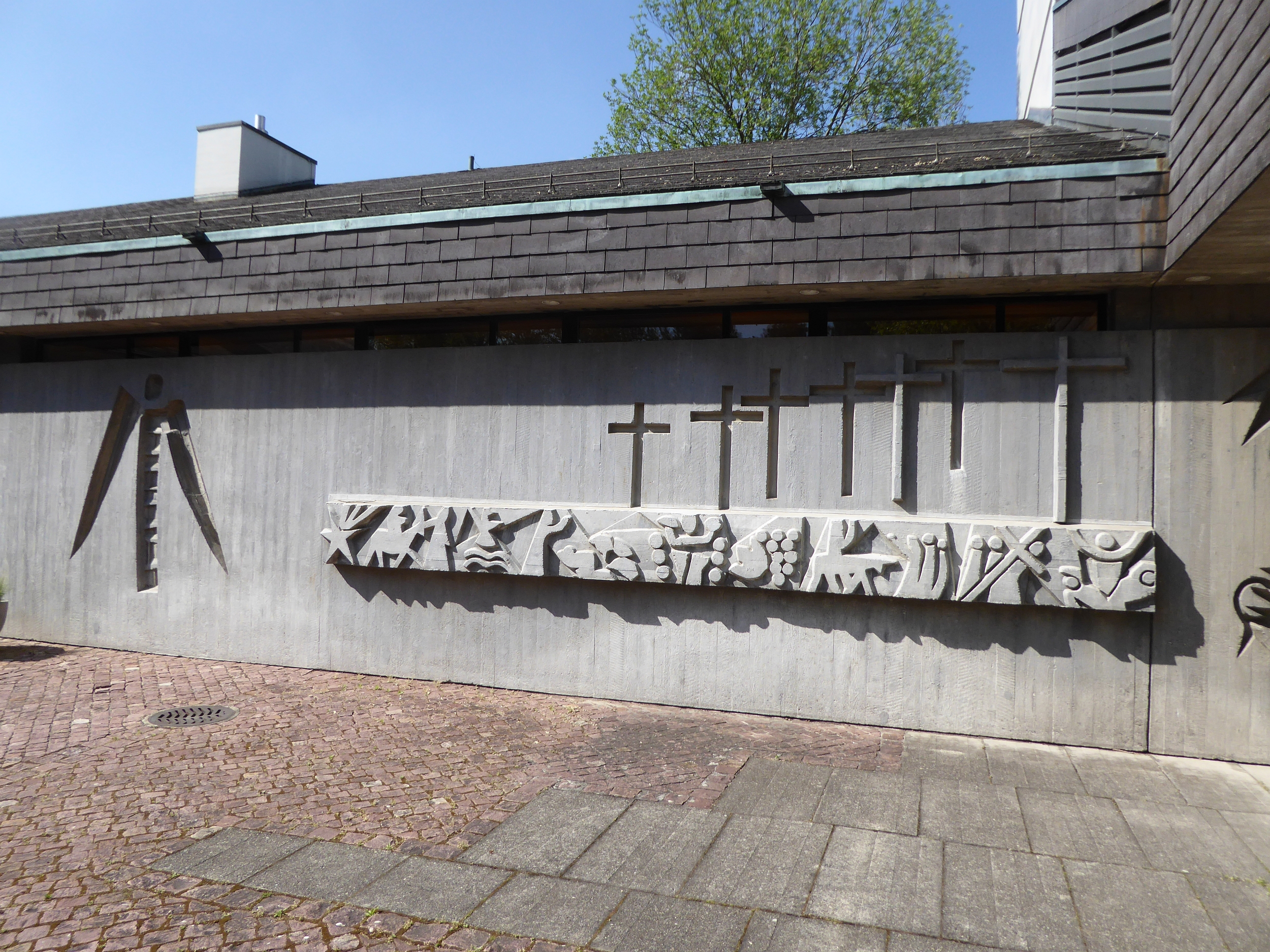
1969, Betonguss von Peter Moillet.
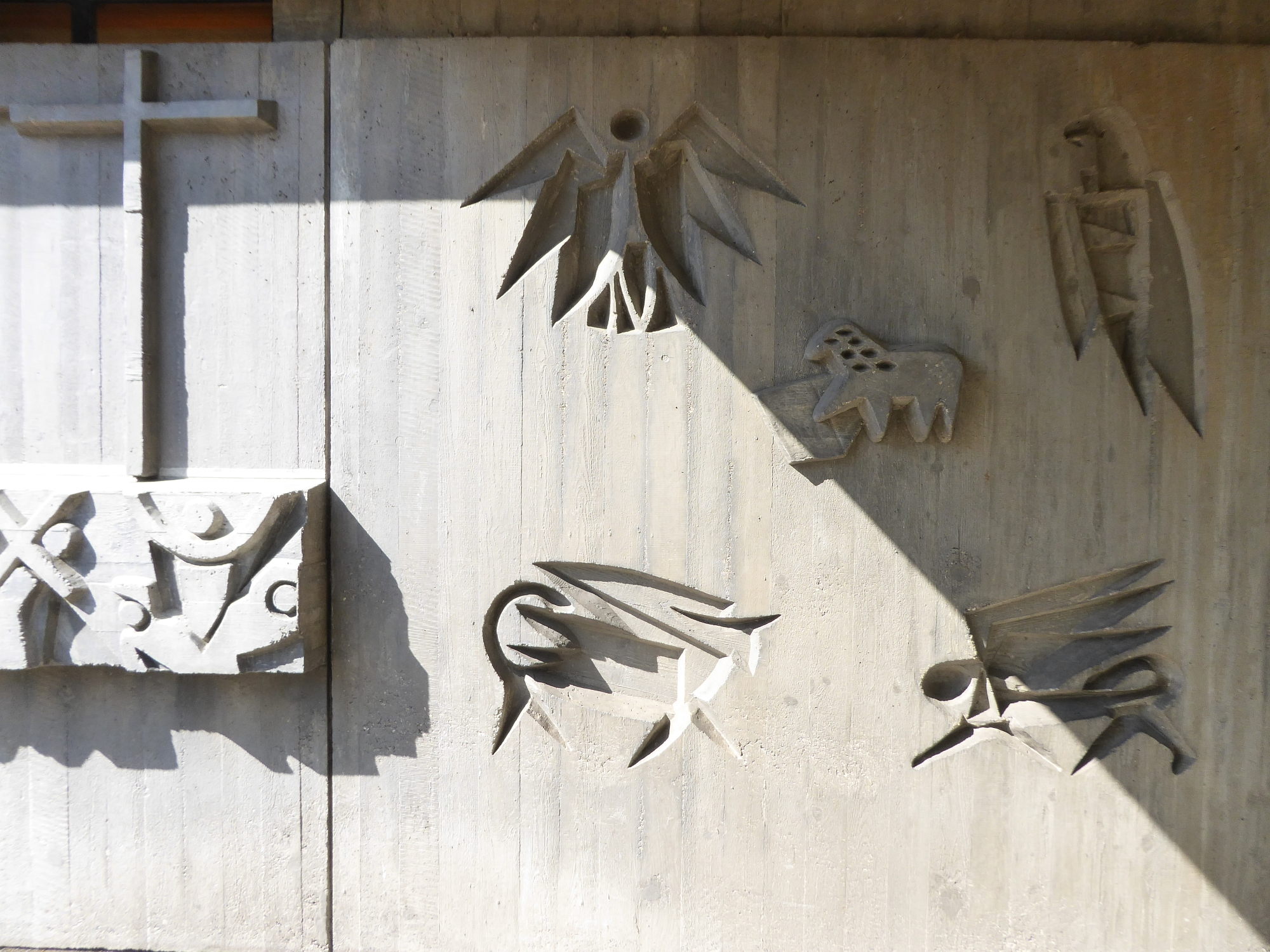
1969, Betonguss von Peter Moillet.
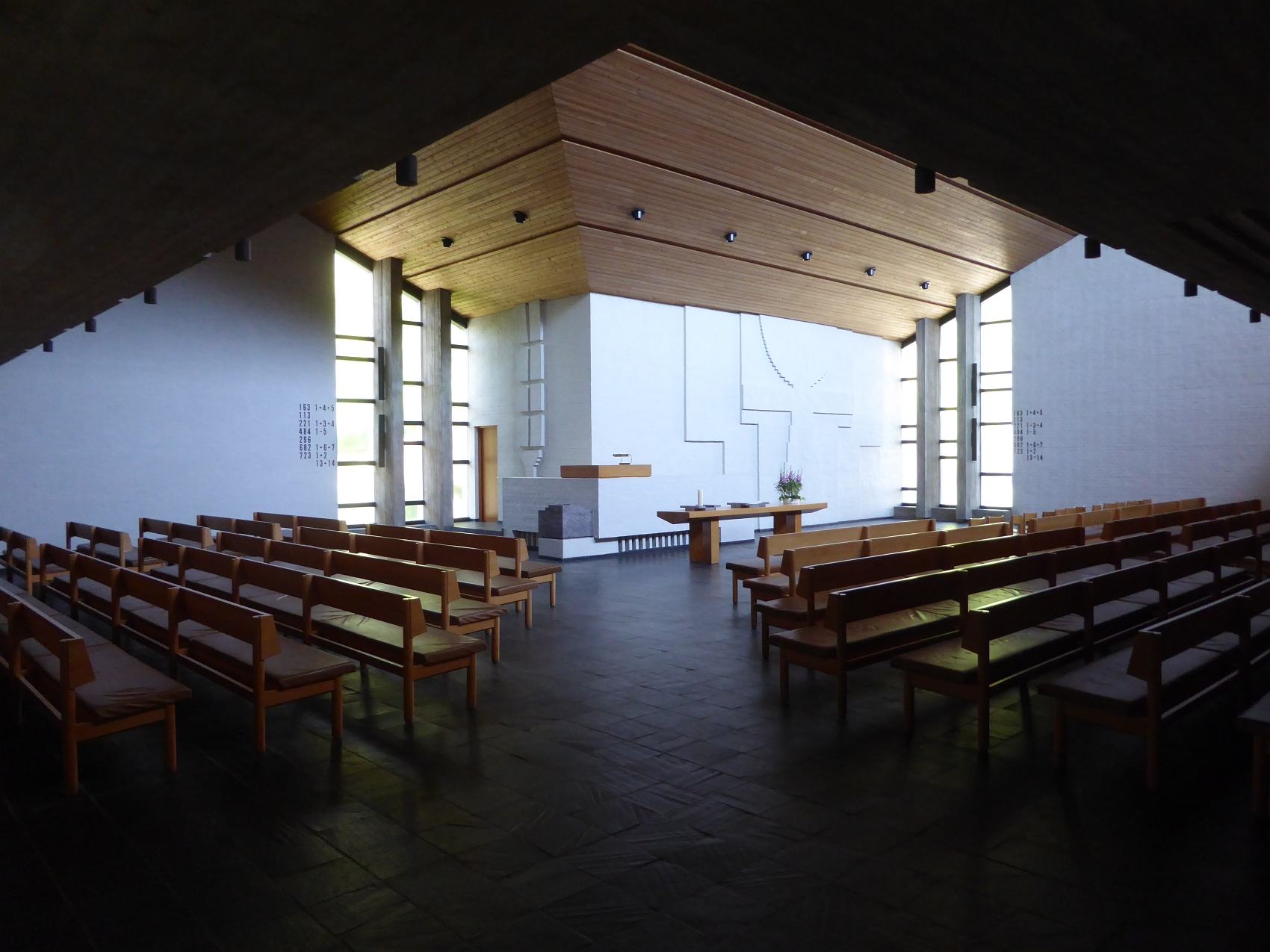
Tituskirche auf dem Bruderholz, Basel
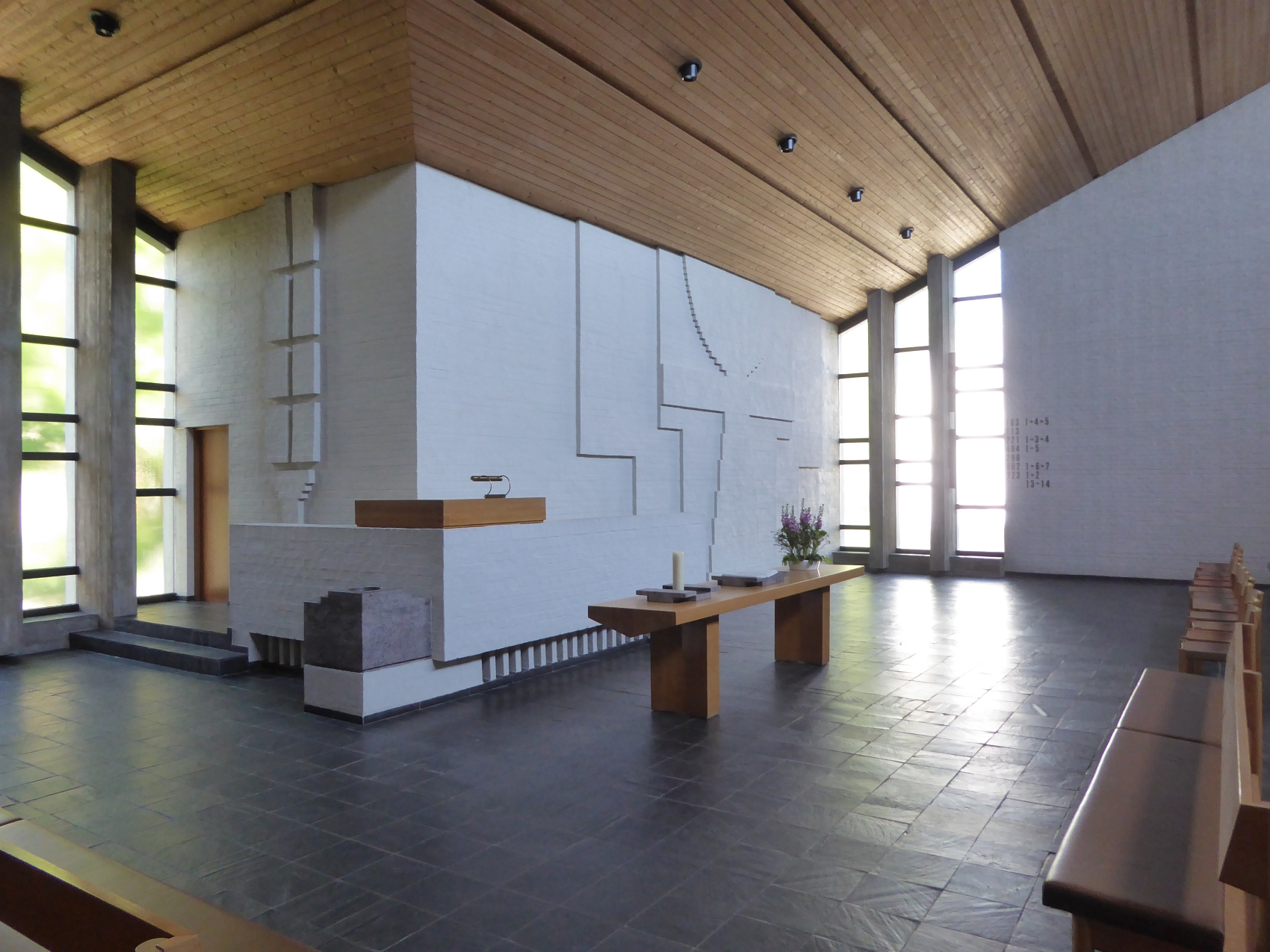
Tituskirche auf dem Bruderholz, Basel
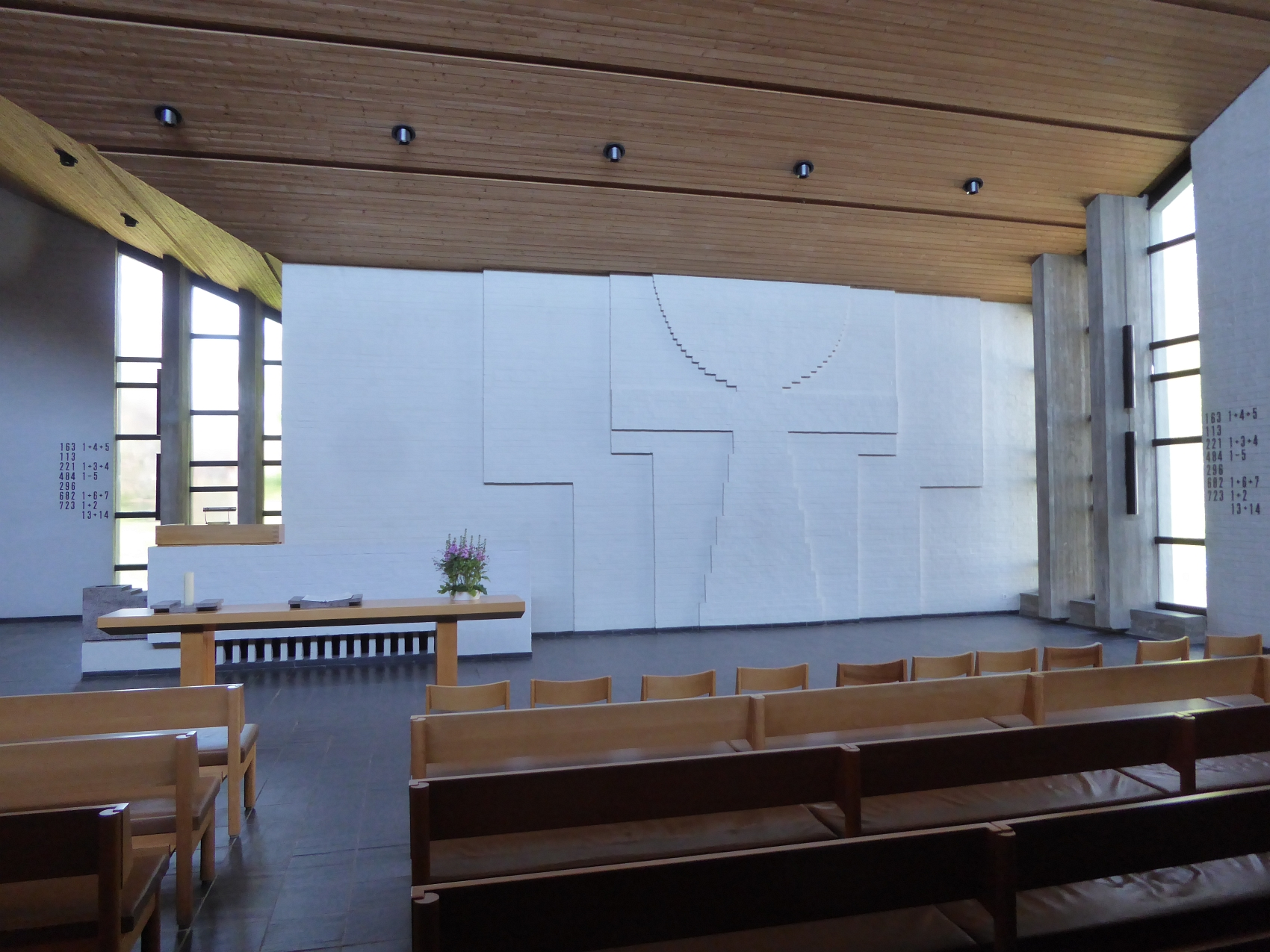
Tituskirche auf dem Bruderholz, Basel